# Miyakea lushanus
Miyakea lushanus là một loài bướm đêm trong họ Crambidae.